# Alex Gough (Squashspieler)
Alex Gough (* 8. Dezember 1970 in Newport) ist ein ehemaliger walisischer Squashspieler.

## Karriere
1993 gab Alex Gough sein Tourdebüt. In seiner Karriere gewann er insgesamt zehn Titel auf der PSA World Tour und erreichte mit Rang fünf im Juli 1998 seine höchste Platzierung in der Weltrangliste. Zu seinen größten Erfolgen zählen der zweite Platz bei der Mannschafts-Weltmeisterschaft 1999 und der Mannschafts-Europameisterschaft 1997. Er nahm mit der walisischen Nationalmannschaft an zahlreichen weiteren Meisterschaften teil, darunter die Weltmeisterschaften 2001, 2003, 2005 und 2007. Bei den Commonwealth Games 1998 gewann Alex Gough die Bronzemedaille im Einzel. Er wurde zwischen 2002 und 2008 viermal walisischer Meister.
2008 gab er seinen Rücktritt von der Profitour bekannt, spielte jedoch weiterhin für die walisische Nationalmannschaft oder in der englischen Premier League.
Alex Gough ist seit Juni 2008 Geschäftsführer der PSA. Er hat einen Abschluss in Mathematik von der Cardiff University.

## Erfolge
- Vizeweltmeister mit der Mannschaft: 1999
- Vizeeuropameister mit der Mannschaft: 1997
- Gewonnene PSA-Titel: 10
- Commonwealth Games: 1 × Bronze (Einzel 1998)
- Walisischer Meister: 4 Titel (2002, 2005, 2006, 2008)